# Путила (селище)
Пути́ла (старі назви — Сторонець-Путилів, Путилів) — селище на Буковині. Центр Путильської селищної громади Вижницького району Чернівецької області України. Розташоване над річкою Путилка, на Гуцульщині, в межах Верховинсько-Путильського низькогір'я (Українські Карпати).

## Назва
Селище Путила раніше звалося Путилів, Сторонець-Путилів, Путила-Сторонець. Воно лежить на річці Путила. Слово путила це «путь», «шлях», «течія»

## Історія
Уперше згадується 1501 року разом з іншими населеними пунктами, які польський король передав молдавському великому логофету Іону Теутулу у володіння за те, що той уклав мир між Польщею і Молдовою.
1817 року селяни Путили подали скаргу австрійському імператору Францу II на те, що протягом 10 років податки зросли в десять разів. 
1843 року селянам заборонили користуватися лісом, що призвело до заворушень в Путилі. Одним з ватажків народних повстань був Лук'ян Кобилиця. 1843 року було заарештовано 14 ватажків народних повстань, серед яких Лук'ян Кобилиця, Іван Галиця, Йосип Бирла.
20 вересня 1885 року в Путилі архімандритом Мироном (Калінеску) у співслужінні настоятеля о. Георгія Ганіцького та місцевого духовенства було здійснено акт освячення новозбудованої дерев'яної православної церкви св.Миколая. Проповідь з нагоди цієї святкової для жителів села події  виголосив адміністратор з с. Полоска — о. Василій Козарищук.
У червні 2015 року у Путилі освячено новозбудований храм Святого Духа. На освяченні храму і звершенні архієрейського богослужіння служив митрополит Данило. Будувати храм почали ще в 1990-х.

## Населення

### Чисельність населення
| 1959 | 1979 | 1989 | 2001 | 2018 | 2022 |
| ---- | ---- | ---- | ---- | ---- | ---- |
| 1294 | 2841 | 3604 | 3332 | 3434 | 3374 |

### Мова
Розподіл населення за рідною мовою за даними перепису 2001 року:
| Мова            | Кількість | Відсоток |
| --------------- | --------- | -------- |
| українська      | 3218      | 98.56%   |
| російська       | 35        | 1.08%    |
| румунська       | 6         | 0.18%    |
| білоруська      | 4         | 0.12%    |
| німецька        | 1         | 0.03%    |
| інші/не вказали | 1         | 0.03%    |
| Усього          | 3265      | 100%     |

## Культура
У Путилі діє філіал Чернівецького державного літературного музею Юрія Федьковича (уродженця Путили).
6-8 вересня 2013 року тут пройшов ХХІ міжнародний гуцульський фестиваль.

## Економіка
У Путилі діє лісокомбінат та молочний комбінат.

## Відомі люди

### Уродженці
- Федькович Осип-Юрій Адальбертович (1834—1888) — український письменник-романтик, передвісник українського національного відродження Буковини;
- Ревуцька Любов Михайлівна (1953—1994) — українська художниця, поетеса, мистецтвознавець;
- Чучко Михайло Костянтинович (нар. 1972) — український історик, етнограф, доктор історичних наук, професор;
- Манфред Вінклер (1922—2014) — ізраїльський поет, перекладач, скульптор, єврей румунського походження, який писав німецькою мовою та івритом.
- Карпенко Олександр Іванович (нар. 1978) — заступник Голови СБУ.

## Світлини

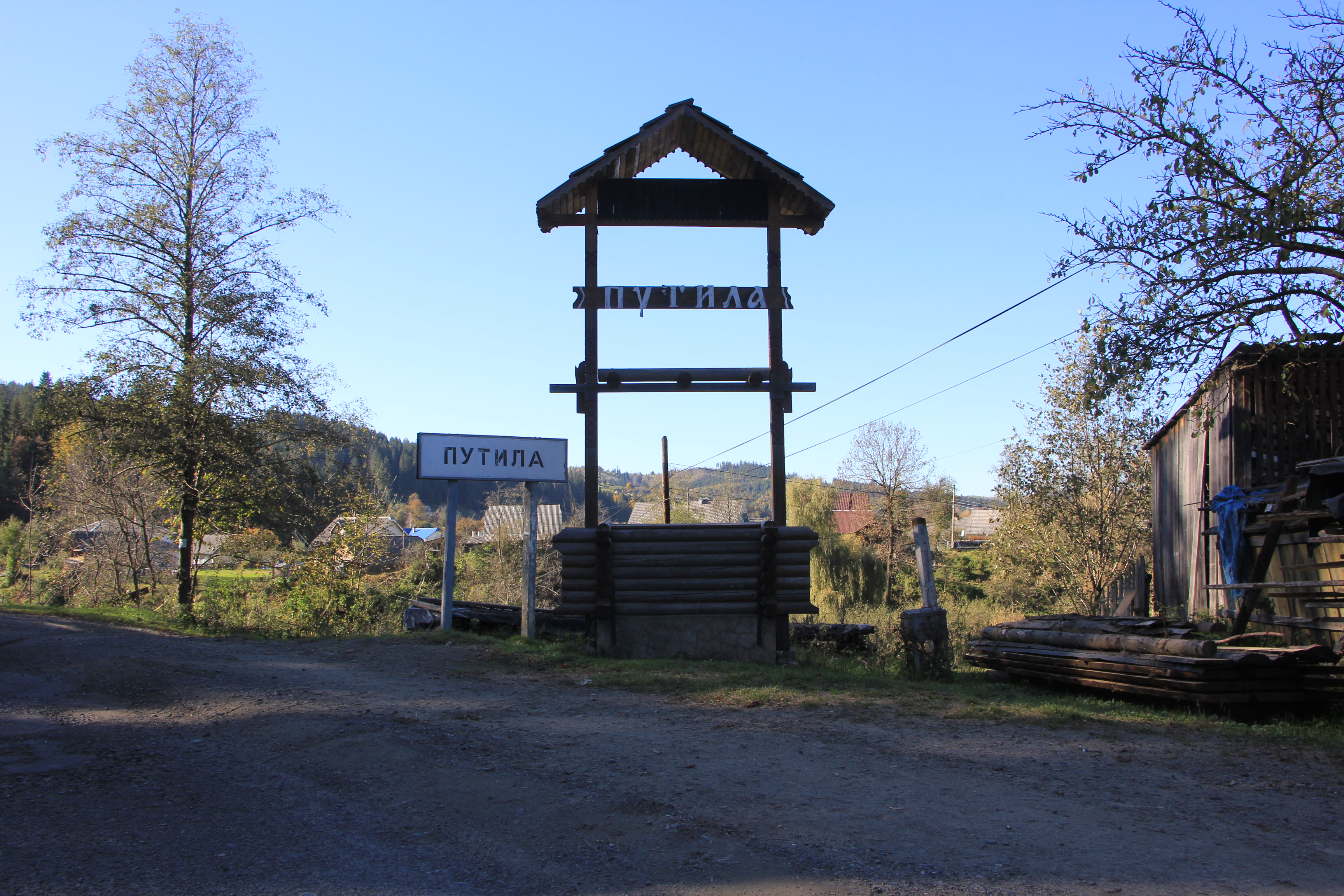
Знак при в'їзді
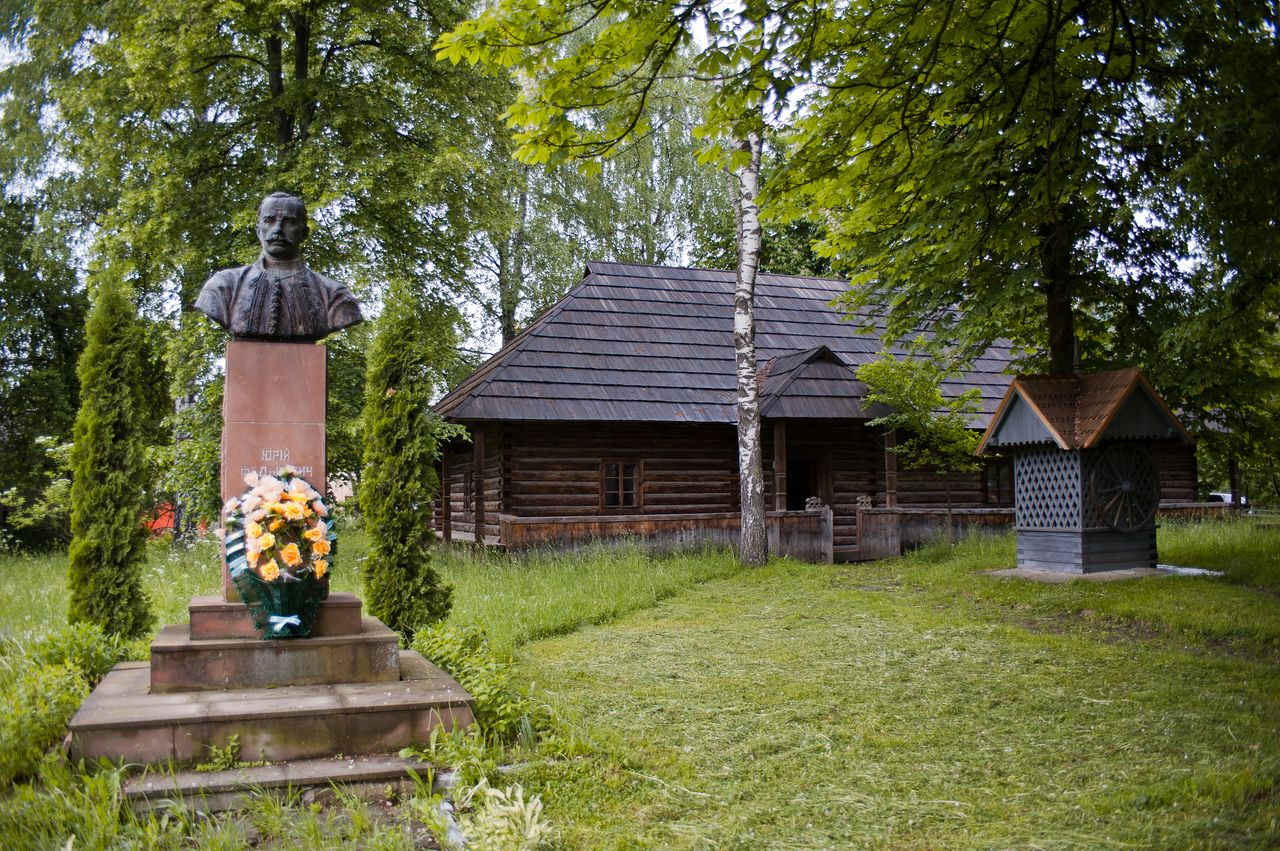
Музей-садиба Юрія Федьковича в Путилі
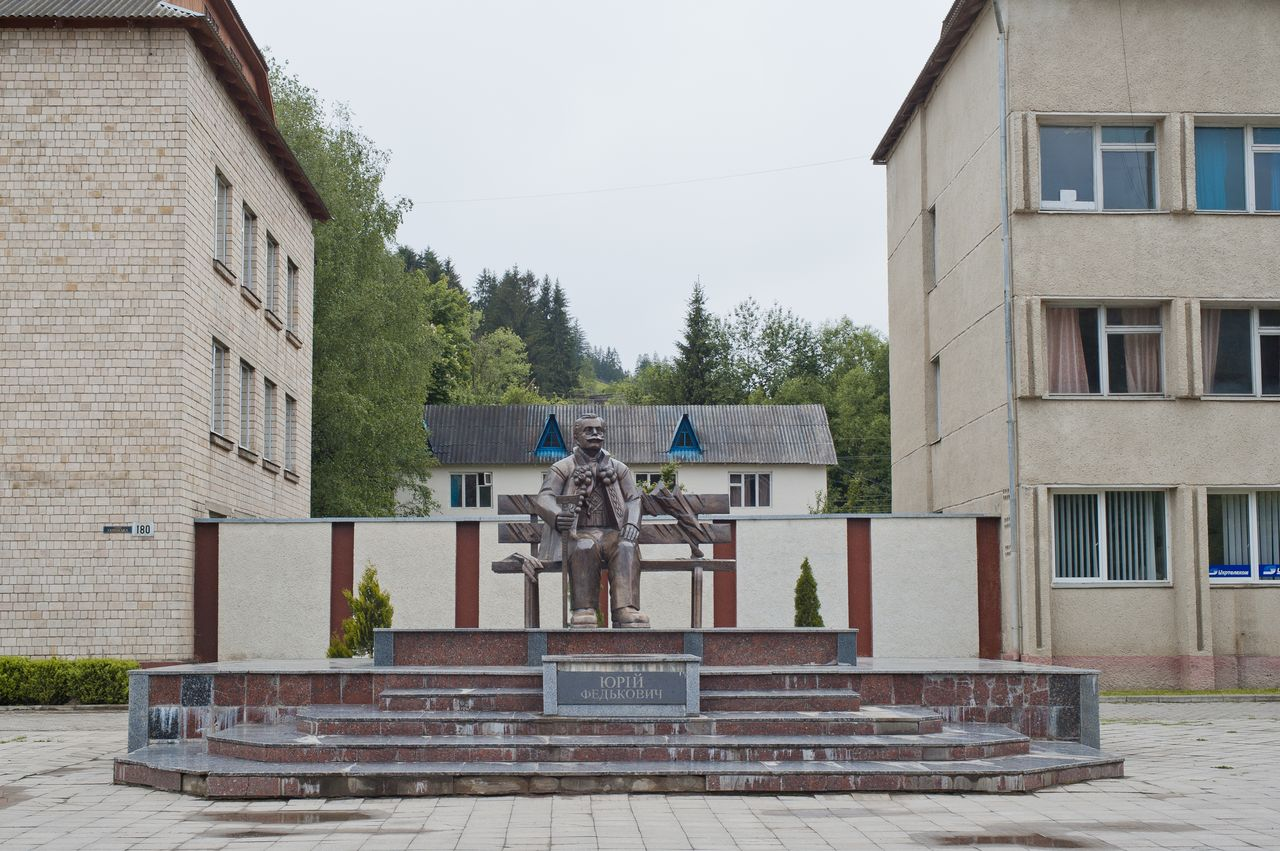
Пам'ятник Ю. Федьковичу
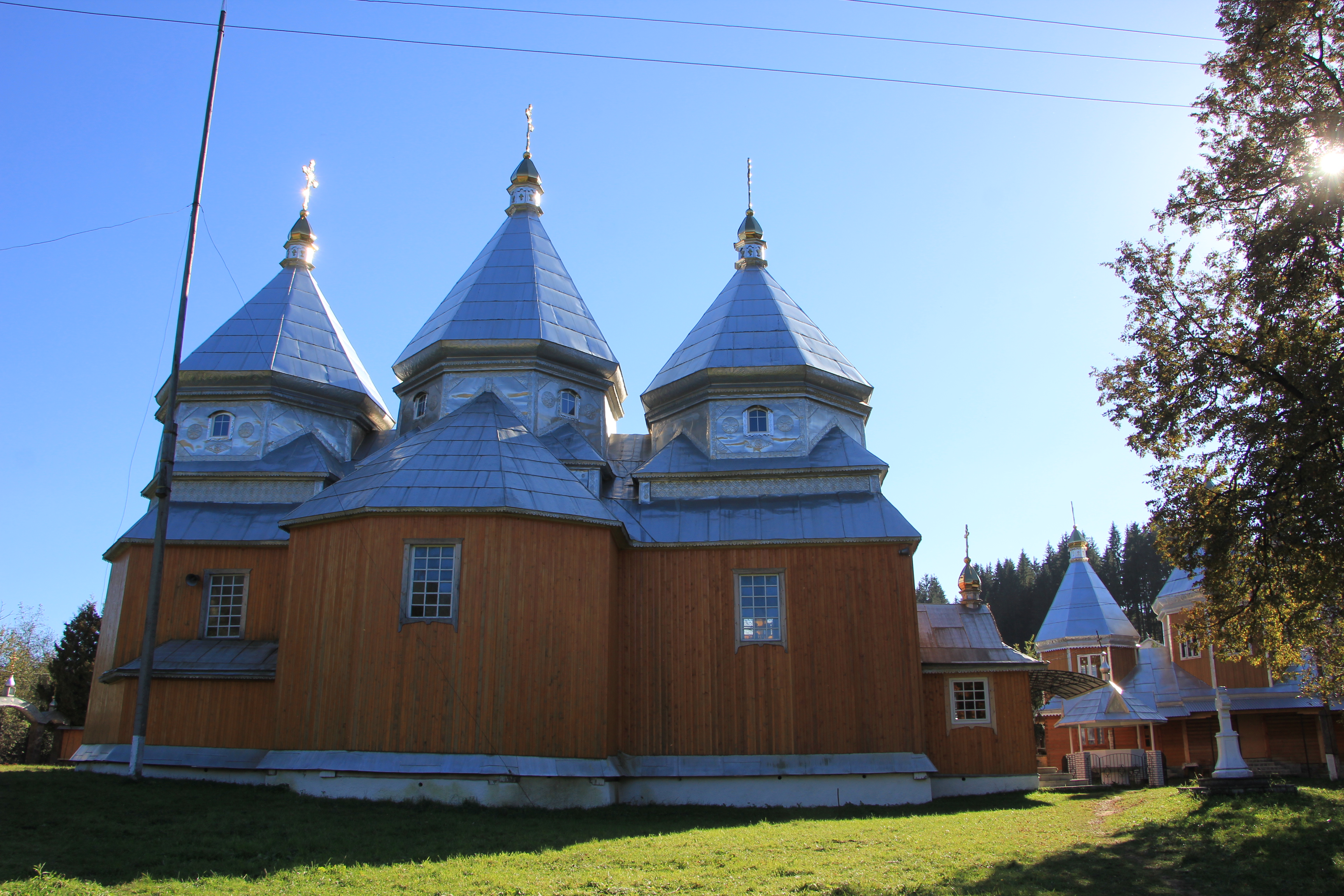
Дерев'яна церква Св. Миколи 1885р.